# Fidelio Friedrich Finke
Fidelio Friedrich Finke  (Finke) (22 de octubre de 1891-12 de junio de 1968) fue  un compositor alemán, de música clásica, de origen checo. .Nació el 22 de octubre de 1891 en Josefuv Dul, Bohemia y murió el 12 de junio de 1968 en Dresde. Estudió en Praga con Novack  donde se unió  a la facultad del Conservatorio de Praga como profesor de teoría y piano en 1915, convirtiéndose en maestro en 1926. También era inspector nacional de las escuelas de música alemanas en Checoslovaquia desde 1920 hasta 1938, y la cabeza de las clases magistrales de composición en la Academia Alemana de Música de Praga desde 1927 hasta 1945. Después de servir como director y como profesor de una clase magistral de composición en el Dresden Akademie für Musik und Theater  (1946 -1951). 
Se  dedicó a la enseñanza en el Conservatorio de Leipzig, hasta jubilarse en 1.958. Finke fue un notable pedagogo que supo fusionar las variantes musicales centroeuropeas tanto a nivel folclórico como a nivel académico. Se dedicó composición, siendo autor de varias operas, suites, una cantata y música para órgano, conjunto que presenta el común denominador de su adscripción al neoimpresionismo. 

## TRABAJOS
Óperas y dramáticos
Die versunkene Glocke (1918.)
Die fakobsfahrt (Prague, 1936).
Der schlagfertige Liebhaber (1954).
Der Zauberfisch (Dresden, 1960).
Danza y Pantomima
Lied der Zeit (1946).
Orchestal
Eine Schauspiel-Ouvertüre (1908).
8 suites: No. 1 for Strings (1911).No. 2 (948), No. 3 (1949), No. 4 for 16 Winds and Percussion (1953), No. 5 for Winds (1955), No. 6 (1956), No. 7 (1961), and No. 8 for 5 Winds, 2 Pianos, and Strings (1961).
Pan, symphony (1919).
Piano Concerto (1930).
Concerto for Orchestra (1931).
Divertimento for Chamber Orchestra (1964).
Festliche Musik (1965).
Chamber
Piano Quintet (1911).
5 string quartets (1914-64).
Piano Trio (923).
Violin Sonata (1924).
Sonata for Solo Cello (1926).
Flute Sonata (1927).
Sonata for 4 Recorders (1936).
100 Stüicke for Recorder (1936).
Sonata for Solo Harp (1945).
Horn Sonata (1946).
Clarinet Sonata (1949).
Viola Sonata (1954).
Wind Quintet (1955).
piano pieces organ music.
Vocal
Deutsche Kantate for Soprano.
Bass, Chorus, Boys' Chorus, Organ, and Orchestra (1940).
Eros, cantata for Soprano, Tenor, and Orchestra (1966).